# 鍾離姓
鍾離姓為漢字複姓，源出有二：
1. 出自嬴姓。周代时，伯益的后人有封国鍾離（在今安徽省临淮关一带），春秋时钟离被楚国所灭，国人遂以原鍾離名命姓，称鍾離氏。
2. 可以直接追溯到春秋时代宋微子所建的宋国，算起来是商汤的子姓后裔。由于其始祖曾食采於一个叫作鍾离（今安徽临淮关一带）的地方，所以子孙才会“以邑为氏”，开始以“鍾離”或“鍾”为姓。换言之，长久以来为大家所熟悉的复姓“鍾離”及单姓“鍾”，实际上是血缘相同的一家人。

## 參看
- 鍾姓

## 延伸阅读
[在维基数据编辑]
 《百家姓》
 《钦定古今图书集成·明伦汇编·氏族典·锺离姓部》，出自陈梦雷《古今圖書集成》